# لایکوواتس، لایکوواتس
لایکوواتس صربی: Lajkovac}} یک منطقهٔ مسکونی در صربستان است که در Lajkovac واقع شده‌است.